# Cuneo
Cuneo (em francês, occitano, português e nos dialetos locais cônios) é uma comuna italiana da região do Piemonte, província de Cuneo, com cerca de 51.784 habitantes. Estende-se por uma área de 119 km², tendo uma densidade populacional de 435 hab/km². Faz fronteira com Boves, Cervasca, Vignolo, Beinette, Peveragno, Castelletto Stura, Caraglio, Tarantasca.
Fica situada no sopé dos Alpes Marítimos, no rio Stura onde emerge do Valle Stura.

## Outras imagens

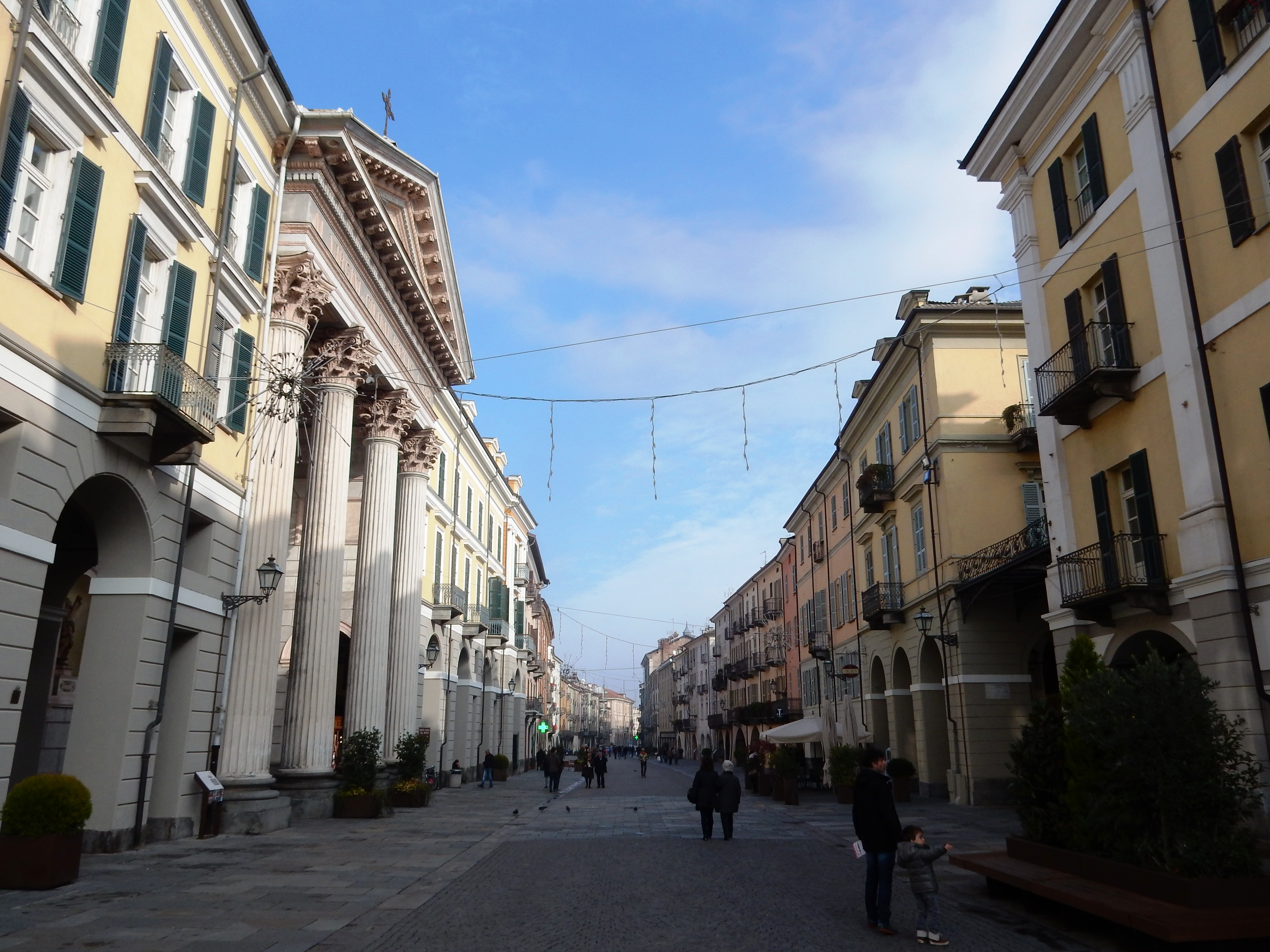
Via Roma
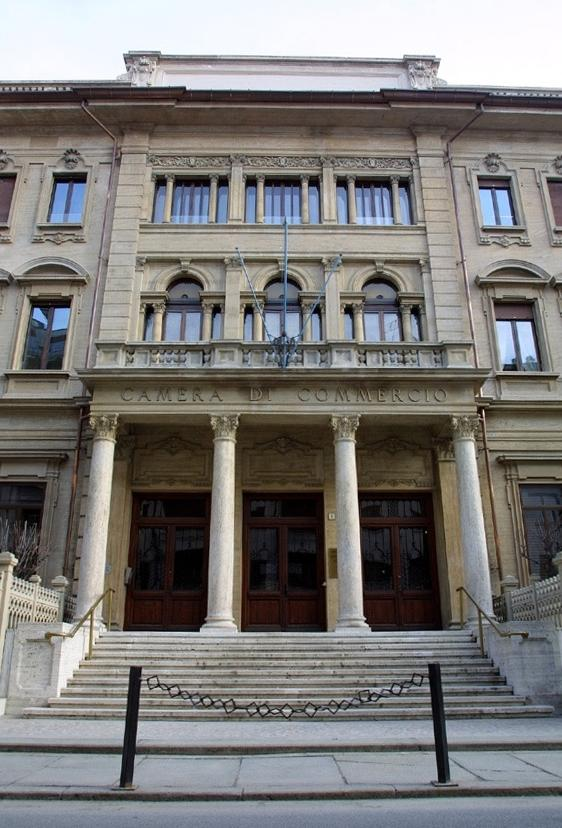
Cámara de Comercio

## Pessoas ligadas à Cuneo
- Giorgio Marengo, (1974), bispo da prefeitura Apostólica de Ulã Bator

## Demografia
| Variação demográfica do município entre 1861 e 2011                               |
|                                                                                   |
| Fonte: Istituto Nazionale di Statistica (ISTAT) - Elaboração gráfica da Wikipedia |